# Giuseppe Bonomi (calciatore)
Giuseppe Bonomi (Ranica, 3 gennaio 1913 – Bergamo, 25 dicembre 1992) è stato un allenatore di calcio e calciatore italiano, di ruolo centrocampista.
Era soprannominato Picaia.

## Carriera
Esterno di centrocampo dotato di buona classe, cresce tra le file dell'Atalanta, con cui debutta in Serie B a 19 anni. Negli anni successivi con i bergamaschi colleziona numerose presenze, nonostante un infortunio che lo costringe allo stop nella stagione 1935-1936, ed ottiene la promozione in Serie A.
Nell'estate del 1938 viene acquistato dalla Roma per la cifra, allora ritenuta estremamente elevata, di 120.000 lire. Con i capitolini disputa cinque campionati, diventando perno inamovibile del centrocampo e vincendo uno scudetto nella stagione 1941-1942.
Nel torneo di guerra ritorna all'Atalanta, per poi concludere la carriera tra le file del Lecco, in Serie C.
Resta nel mondo del calcio rivestendo numerosi ruoli in seno alla società Atalanta, tra cui la mansione di allenatore nel corso della stagione 1956-1957.

## Palmarès

### Giocatore

#### Competizioni nazionali
- Campionato italiano: 1

Roma: 1941-1942